# Comesperma hispidulum
Comesperma hispidulum là một loài thực vật có hoa trong họ Polygalaceae. Loài này được Pedley mô tả khoa học đầu tiên năm 1984.